# Derriçador
Derriçador (ou derriçadora) é qualquer máquina que faça a semente de uma árvore cair através de contacto pela vibração. É comum ser utilizada em plantação de café.
Como a árvore atinge galhos distantes e é maior, a produtividade do trabalhador pode subir de 50% a 100% se comparado com uma colheita feita à mão.
Pode ser movida por uma bateria externa, ou carregada em uma tomada.
Embora o equipamento seja de fácil manuseio, há cursos de otimização ao uso durante a colheita.